# Buffy Chen
Buffy Chen Yan-fei (caratteri cinesi: 陳姸霏; Taiwan, 9 agosto 2000) è un'attrice taiwanese.

## Biografia
Chen è nata il 9 agosto 2000 a Taiwan. Ha frequentato l'Accademia delle arti Hwa Kang e si è interessata alla recitazione. Si è iscritta all'Università drlls Cultura Cinese, laureandosi in grafica pubblicitaria, ma ha abbandonato questa carriera per dedicarsi alla recitazione. È diventata nota al grande pubblico grazie al film The Silent Forest del 2020. Ha vinto il premio Golden Horse Film Festival come miglior attore emergente e il Taipei Film Awards come miglior new entry per la sua esibizione.